# Scotland Yard

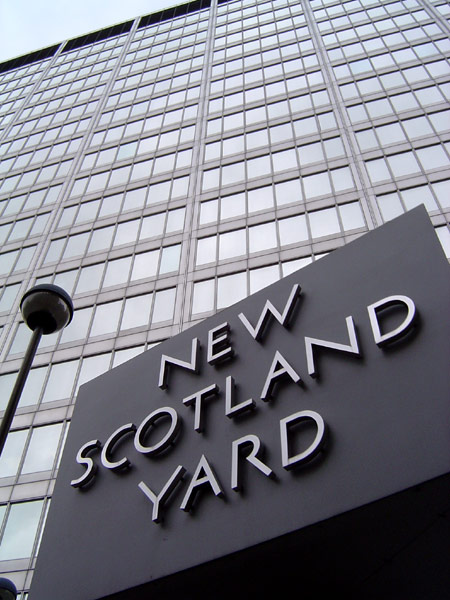
New Scotland Yard

New Scotland Yard, meestal kortweg aangeduid als Scotland Yard of ook wel The Yard, is het hoofdbureau van politie van Londen, de Metropolitan Police Service (de 'Met'). De naam Scotland Yard wordt metonymisch ook wel gebruikt voor de Londense politie zelf.
New Scotland Yard is een gebouw van 20 verdiepingen tussen de straten Broadway en Victoria Street in de wijk Victoria van het Londense stadsdeel Westminster. De naam is echter afgeleid van de ingang van het oorspronkelijke hoofdkwartier aan de straat Great Scotland Yard, een zijstraat van Whitehall (eveneens in Westminster maar een heel stuk naar het noordoosten). De oorsprong van deze straatnaam is niet duidelijk. Een mogelijke verklaring is dat het de naam is van de plaats waar de Schotse koningen verbleven tijdens hun bezoeken aan Engeland.

## Geschiedenis
Bij de oprichting van de Metropolitan Police door minister Robert Peel in 1829 werd voor het bureau een huis uitgekozen aan de Whitehall Place (eveneens een zijstraat van Whitehall), met achteringang aan de Great Scotland Yard. Het bureau bevond zich daarmee vlak bij de regeringsgebouwen van het Verenigd Koninkrijk. Hoewel de hoofdingang aan de Whitehall Place was, kwam de deur aan de Great Scotland Yard in gebruik als publieksingang, waardoor de bijnaam van het bureau ontstond.
Het bureau werd in de loop van de negentiende eeuw uitgebreid met verschillende naastgelegen panden aan de beide genoemde straten. In 1890 verhuisde Scotland Yard echter naar een gebouw aan de Victoria Embankment, een boulevard langs de Theems, iets ten zuiden van de eerste locatie. De organisatie was inmiddels uitgegroeid van een oorspronkelijke 1000 agenten tot zo'n 13.000 man. Dit wit-met-rode gebouw, ontworpen door de architect Richard Norman Shaw, was dus de eerste "New Scotland Yard". Begin twintigste eeuw werd er een tweede gebouw naast gezet, met het eerste verbonden door een overdekte loopbrug. Tegenwoordig staan beide huizen bekend als de Norman Shaw Buildings.
In de jaren 60 werd ook dit gebouw te klein voor het steeds maar groeiende korps, dat daarom verhuisde naar een nieuw gebouw op de hoek van Victoria Street en Broadway. De naam bleef echter behouden. Het iconische gebouw bestond aan de buitenkant voor het grootste deel uit spiegelglas. Buiten het gebouw lag een roterend teken met de orten "New Scotland Yard" op zijn drie zijden.
In 2016 verhuisde New Scotland Yard echter terug naar de Victoria Embankment, naar het Curtis Green gebouw uit 1935, dat voor miljoenen ponden werd verbouwd. Ook deze keer verhuisde de naam New Scotland Yard mee.
Het iconische spiegelglasgebouw aan Victoria Street werd verkocht en is inmiddels afgebroken. Het roterend teken werd gered en nu ligt buiten het huidige gebouw op Victoria Embankment.